# Ludomir Motylski

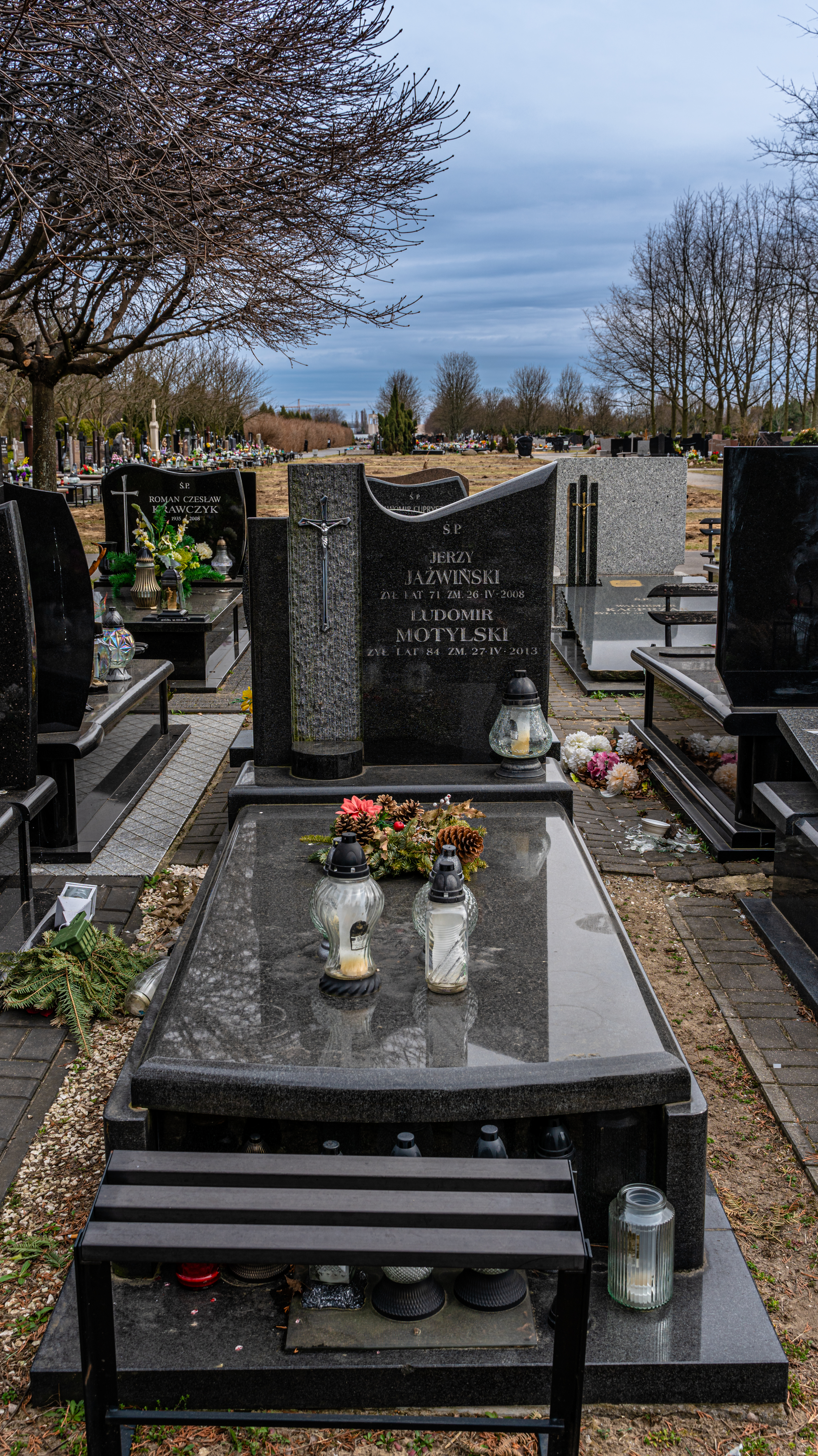
Grób Ludomira Motylskiego na cmentarzu Komunalnym Północnym w Warszawie

Ludomir Motylski, ps.  „Gabriel Morski” (ur. 5 sierpnia 1928 w Ząbkach, zm. 27 kwietnia 2013 w Warszawie) – polski reżyser filmów dokumentalnych, dziennikarz.
Podczas II wojny światowej walczył w Szarych Szeregach używając pseudonimu „Trzpiot” i „Nemo”. Został przydzielony do VI Obwodu Praga Warszawskiego Okręgu Armii Krajowej, do kompanii łączności - plutonu łączności 607. Po 1945 ukończył studia i pracował jako dziennikarz, od 1967 związał się zawodowo z Telewizją Polska, był autorem scenariuszy oraz reżyserem filmów dokumentalnych, używał pseudonimu „Gabriel Morski”.

## Odznaczenia
- Warszawski Krzyż Powstańczy
- Złoty Ekran